# Игњат Кирхнер
Игњат Н. Кирхнер (Мали Бечкерек, 30. мај 1877 — Београд, 18. мај 1944) је био поручник Аустроугарске војске, четник, добровољац у одбрани Београда 1915, командант Сремског добровољачког одреда и инжињерско-технички бригадни генерал Југословенске војске.

## Биографија
Одгајио га је Немац Кирхнер, за кога се његова мајка удала. Завршио је војну академију у Бечу и као официр аустроугарске војске седам година службовао у Винковцима. Указом краља Петра примљен је 30. јула 1915. године у српску војску у чину пешадијског поручника.
Немац Кирхнер је ступио у српску војску 1914. године као редов - четник. Био је то крупан, храбар човек, који је тада врло лоше говорио српским језиком; бранио је своје војнике речима: "Од моје луди ја газда". Добровољци су га заволели због тога што је био одважан и што се није штедео, већ је јуришао први. Предводио је на почетку око 15 добровољаца, који су били Земунци, Личани, Црногорци. Крстарио је са својом четом по земунској и бежанијској страни, сукобљавајући се са непријатељском претходницом. За време рата током херојске одбране престонице је стекао велике заслуге, и током одбране града Београда двапут је рањен. Већ приликом првог напада он је био погођен, а од 340 четника остало их је око 100. Највећи број тих четника су били младићи (из Скопља) до 18 година узраста, и нису ни стигли да прођу војну обуку. Јавио се Игњат пријатељима, 22. децембра 1914. године, као рањеник да је смештен у нишкој Окружној болници. Као командант другог, Сремског одреда, Комитских чета Србије држао је положај на Ади Циганлији 1915. године. Приликом заузимања треће карауле био је тешко рањен у ногу.
Накао завршетка рата, прешао је 12. јула 1921. године у резервни састав југословенске војске, као капетан I класе. Преведен је 25. августа 1922. године у активну службу Војске Краљевине СХС, у истом чину, као дотад резервни пешадијски капетан I класе. Био је 1924. године мајор, затим 1928. године потпуковник, а 1933. године у чину инжињерско-техничког пуковника. Постављен је априла 1930. године за вршиоца дужности управника Инжињерско-техничког завода.
Одликован је Кирхнер Орденом Белог орла V реда (15. августа 1929) и Орденом Св. Саве III реда (6. септембра 1938). Пензионисан је по својој молби 28. септембра 1940. године у чину инжињерско-технички бригадни генерал.
Био је ожењен Босом, која је учестовала у Великом (Првом светском) рату као српска болничарка. Она је августа 1940. године поклонила генералове и своје личне ствари из тог рата, Градском музеју у Београду. Погинуо је на Ускрс 1944. године од савезничког бомбардовања Београда.